# Henri Ier de Grandpré
Henri Ier de Grandpré, né vers 1094 et mort vers 1150, est comte de Grandpré, seigneur de Château-Porcien et avoué de Verdun. Il est le fils de Hezelin II de Grandpré, comte de Grandpré, et de son épouse Ermentrude de Grandson.

## Biographie
À la mort de son père Hezelin II de Grandpré en 1097, il devient comte de Grandpré, mais encore mineur, il est sous la tutelle de son oncle Richard II de Grandpré, alors archidiacre de Verdun et qui en sera par la suite l'évêque.
En 1107, à la mort de l'évêque Wicher, Richard II de Grandpré est élu comme nouvel évêque de Verdun et s'empresse alors de déposséder Renaud Ier de Bar du titre d'avoué de Verdun pour le confier à son neveu le comte de Grandpré. Mais Richard meurt en 1114 et son successeur Henri de Winchester, intronisé avec l'aide du comte Renaud, tente de reprendre l'avouerie de Verdun. Confirmé dans cette fonction par l'empereur Henri V, Henri de Grandpré reprend la ville par les armes et porte le conflit dans le Barrois. La querelle entre les deux comtes durera plusieurs années, jusqu'en 1134 où un nouvel évêque supprime l'office d'avoué. En dédommagement, il donne à Renaud Ier de Bar les fiefs de Clermont-en-Argonne, Vienne-le-Château et Hans, les deux derniers étant inféodés au comte de Grandpré.
À la mort 1104 et 1116 de sa cousine Sybille de Porcien, héritière du comté de Porcien, il hérite d'une portion de ce comté qui forme alors la seigneurie de Château-Porcien.
Henri meurt entre 1148 et 1151 et est inhumé, selon les sources, à l'abbaye de Belval ou à celle de Foigny.

## Mariage et enfants
Entre 1125 et 1129, il épouse Béatrix de Joinville, fille de Roger de Joinville, seigneur de Joinville, et de son épouse Aldéarde de Vignory, avec qui il a trois enfants : 
- Henri II de Grandpré, qui succède à son père comme comte de Grandpré ;
- Geoffroy Ier de Grandpré, qui succède à son père comme seigneur de Château-Porcien et de Balham ;
- Renaud de Grandpré, qui devient seigneur de seigneur de Sommepy ;
- Robert de Grandpré, qui devient archidiacre de Châlons de 1150 à 1163 ;
- au moins deux filles.

Certaines sources indiquent que Béatrix de Joinville aurait épousé Amédée II de Montfaucon, seigneur de Montfaucon et comte de Montbéliard, tandis que d'autres sources donnent Ermentrude de Joux (dite également de Grandson), fille de Conon de Grandson, seigneur de Grandson, et d’Adélaïde de Roucy, comme épouse de Henri Ier de Grandpré,.